# Clair de lune à La Havane
Pour plus de détails, voir Fiche technique et Distribution.
Clair de lune à La Havane (titre original : Moonlight in Havana) est un film américain réalisé par Anthony Mann, sorti en 1942.

## Synopsis
Après avoir été suspendu de son équipe de baseball, Johnny Norton se retrouve engagé comme chanteur par une troupe de music-hall pour se produire à La Havane. Après un certain nombre de quiproquos et de péripéties, le spectacle aura un grand succès.

## Fiche technique
- Titre français : Clair de lune à La Havane[1]
- Titre original : Moonlight in Havana
- Réalisation : Anthony Mann
- Scénario : Oscar Brodney
- Photographie : Charles Van Enger
- Montage : Russell F. Schoengarth
- Direction musicale : Charles Previn
- Direction artistique : Jack Otterson (en)
- Décors : Russell A. Gausman
- Costumes : Vera West
- Son : Bernard B. Brown
- Chorégraphie : Lester Horton, Eddie Prinz
- Producteur : Bernard W. Burton (en)
- Société de production : Universal Pictures
- Société de distribution : Universal Pictures
- Pays de production :  États-Unis
- Langue originale : anglais
- Format : noir et blanc — 35 mm — 1,37:1 — son Mono (Western Electric Recording)
- Genre : Comédie musicale
- Durée : 63 minutes
- Dates de sortie : 
  - États-Unis : 8 octobre 1942
  - France : 23 août 1946[1]

## Distribution
- Allan Jones : Johnny Norton
- Jane Frazee : Gloria Jackson
- Marjorie Lord : Patsy Clark
- William Frawley : Barney Crane
- Don Terry : Eddie Daniels
- Sergio Orta : Martinez
- Wade Boteler : Joe Clarck
- Hugh O'Connell : Charlie
- Jack Norton : George Plummer

## Bande originale
- "Got Music", "Isn't It Lovely?", "I Don't Need Money", "Rhythm of the Tropics", "Moonlight in Havana", "Only You?" : paroles et musique de Dave Franklin
- "I Wonder Who's Kissing Her Now" : paroles et musique de Will M. Hough, Frank R. Adams, Joseph E. Howard et Harold Orlob
- "When Irish Eyes Are Smiling" : paroles de Chauncey Olcott et George Graff Jr., musique d'Ernest R. Ball